# Paul Hainzel
Paul Hainzel (* 1527; † 12. Mai 1581) war ein deutscher Astronom und Bürgermeister von Augsburg.
Sein Bruder war Johann Baptist Hainzel. Beide studierten in Basel, Tübingen und Wittenberg, 1545–1549 in Italien.
Er war ein Freund von Tycho Brahe. Anfang 1570 entwarf Brahe auf Hainzels Gögginger Gartengut (teilweise der ehemalige Graf-von-Seysselsche Park) das damals größte Himmelsbeobachtungsgerät in ganz Europa, den Augsburger Quadranten, der aber schon im Dezember 1574 von einem Sturm zerstört wurde. Mit dem Quadranten konnte Hainzel 1572 die geographische Breite seines Standortes auf 48 Grad und 22 Bogenminuten bestimmen, ungefähr zwei Kilometer vom tatsächlichen Wert entfernt.
Nach Hainzel wurde der Mondkrater Hainzel benannt.